# Packard Executive
Packard Executive – samochód marki Packard produkowany w roku 1956, w ramach tzw. 56 serii aut tej marki. Wcześniej określenie "Executive" rezerwowano dla bogatszej wersji modelu Patrician. Miał ożywić segment aut wyższej klasy przedsiębiorstwa Studebaker-Packard w drugiej połowie lat 50.

## Historia i opis
Model Executive wprowadzono w toku roku modelowego – w kwietniu 1956 roku, jako model mający wypełnić lukę między tańszą linią Clipper a droższymi i większymi modelami „starszej” (senior) linii Packarda, jak dwudrzwiowy hardtop 400 i sedan Patrician. Nazwa Corporate Executive wcześniej była w latach 1953-54 użyta dla znacznie droższej ośmiomiejscowej limuzyny, odmiany modelu Patrician. Konstrukcyjnie nowy samochód był oparty na modelu Clipper, z atrapą chłodnicy i ozdobami odpowiadającymi droższym modelom. Samo nadwozie o nowoczesnej linii autorstwa stylisty Richarda Teague′a zostało wprowadzone w ubiegłorocznych modelach Packarda. Jego głównym wyróżnikiem były błotniki przednie o poziomym przebiegu, ze spłaszczoną maską między nimi, kończące się „kapturami” osłaniającymi pojedyncze reflektory, a cały pas przedni, z atrapą chłodnicy był nachylony do przodu, co nadawało samochodowi agresywny wygląd. Atrapa chłodnicy w 1956 roku była wykonana w formie kraty o dużych polach, na całą szerokość pasa przedniego, z łukowo wygiętą górną częścią. Błotniki tylne zostały lekko podkreślone i kończyły się płetwami z pionowymi lampami na końcu. Od „starszych” Packardów Executive różnił się brakiem pionowych ozdób na błotnikach tylnych.
Benzynowy silnik V8 OHV miał pojemność 5,8 l (352 cali sześciennych), wyposażony był w czterogardzielowy gaźnik i rozwijał moc 275 KM(brutto). Napęd przenoszony był na tylne koła za pośrednictwem automatycznej skrzyni biegów Ultramatic, a na zamówienie dostępna była 3-biegowa skrzynia manualna. Opony miały rozmiar 7,60×15. W wyposażeniu standardowym był zegar elektryczny i wspomaganie hamulców, natomiast pozostałe elementy wyposażenia, jak radio, klimatyzacja, elektrycznie podnoszone szyby i regulowane fotele oraz skórzana tapicerka, były dostępne za dopłatą. 
Produkowane były dwie odmiany nadwoziowe: czterodrzwiowy sedan (kod 5672) i dwudrzwiowe hardtop coupé (kod 5677). Ceny bazowe wynosiły odpowiednio 3465 i 3560 dolarów. Executive zaliczał się do wyższego średniego segmentu rynkowego, konkurując z samochodami takimi jak Buick Roadmaster, Oldsmobile 98 czy DeSoto Fireflite. Wyprodukowano jedynie 2779 samochodów, w tym 1748 sedanów i 1031 coupé, co stanowiło niecałe 10% sprzedaży marki.
Na skutek słabnącej sprzedaży od kilku lat, przedsiębiorstwo Studebaker-Packard Corporation popadło w kłopoty finansowe i ostatecznie w czerwcu 1956 roku zaprzestało produkcji samochodów własnej konstrukcji Packarda w fabryce w Detroit, w tym modelu Executive. W konsekwencji, był on ostatnim wprowadzonym do produkcji własnym modelem Packarda.